# Dmitri Pavlovitch Goloubev
Dmitri Pavlovitch Goloubev (en russe : Дмитрий Павлович Голубев), né le 29 septembre 1906 (12 octobre dans le calendrier grégorien) à Parfenievo (gouvernement de Kostroma) et mort à Iaroslavl (RSFS de Russie) était un chirurgien soviétique. Héros du travail socialiste (1969).

## Biographie
Dmitri Pavlovitch Goloubev est né à Parfenievo (ouïezd de Kologriv, gouvernement de Kostroma, Empire russe) le 29 septembre 1906 (12 octobre dans le calendrier grégorien) dans la famille d'un archiprêtre. Il a étudié à l'institu médécial d'Astrakhan, et après avoir été diplômé, il devint en 1928 médecin d'un petit hôpital de la gare de Prosnitsa (oblast de Kirov). Après quelques années, il a été muté d'abord à Kostroma, puis dans le village de Bolchié Soli (raïon de Nekrasovskoïe, oblast de Kostroma).
Par la suite, il a été chirurgien militaire de campagne dès 1938, et dans ce cadre là, il a travaillé pendant la guerre d'hiver, puis pendant la Seconde Guerre mondiale. Après la Seconde Guerre mondiale, il fut envoyé en Pologne et en République démocratique allemande, où il était chef médical du Groupe des forces du Nord. Lorsqu'il quitta l'Allemagne de l'Est, il avait le grade de colonel dans l'Armée rouge.
Après l'armée, il fut de 1926 à 1977 chef du service chirurgical de la nouvelle raffinerie de Iaroslavl, et il occupa en même temps le poste de chirurgien en chef du service de santé de la ville de Iaroslavl. Il est mort le 5 juin 1991 à Iaroslavl et enterré dans cette ville. Il aurait, pendant ses années de services, pratiqué 12 000 opérations.

## Hommage
Il est récipiendaire de l'Ordre de l'Étoile rouge l'Ordre du Drapeau rouge du Travail et du titre de héros du travail socialiste.
Une plaque commémorative en hommage à celui-ci a été installée sur le mur extérieur du bâtiment principal de l'hôpital de Iaroslavl en 2007, avec la présence du maire de Iaroslavl de l'époque, Viktor Volonciunas.